# Wolf-J. Pelikan
Wolf-J. Pelikan (* 1920; † 8. August 1997) war ein deutscher Philatelist und Autor.

## Leben
Am 1. September 1972 wurde er Mitglied der Arbeitsgemeinschaft "Forschungsgemeinschaft Berlin".
1976 bis 1979 übernahm er zusammen mit Reiner Wyszomirski den zweiten Vorsitz der FG Berlin und später 1979 den Vorsitz. In der „Ära Pelikan“ wurde 1979 die 100 um fünf Mitglieder überschritten. Darunter zählten inzwischen auch solche im Ausland. Aufgrund der Freundschaft Wolf-J. Pelikans mit Ingeburg Fisher kamen Kontakte zur „Berlin Study Group“ in den USA zustande.
1979 bis 1988 war er Chefredakteur der Verbandszeitschrift "philatelie".
Seine Publikation "Die Währungsreformen 1948 und 1949 in den Berliner Westsektoren und ihre Belege" erreichte fünf Auflagen. Die letzte erschien 1989 im Phil Creativ Verlag. Im selben Verlag ist 1991 Wolf-J. Pelikans Buch "Der Weg zur Einheit" anlässlich der 1990 erlangten deutschen Wiedervereinigung erschienen. Sowie 1994 eine Studie über den zentralen Kurierdienst der DDR "Die Post in der Post". Zahlreicher weiterer Bücher war er Autor.
Wolf-J. Pelikan verstarb am 8. August 1997. Er wurde auf dem Heidefriedhof in Berlin-Mariendorf beigesetzt.

## Auszeichnungen
- 1988: Franz-Kalckhoff Medaille
- 1991: Ehrennadel "Für Verdienste für Forschung und Literatur" in Vermeil () durch den BDPh
- 1994: Berufung in das "Consilium Philatelicum" (1994)
- 1994: Ehrenvorsitzender der FG Berlin.